# Мария де Лоррен
Мария де Лоррен (12 августа 1674 — 30 октября 1724) — княгиня Монако, супруга князя Монако Антуана I.

## Биография
Мария де Лорен была дочерью Луи де Лоррена и Екатерины де Нёвилль, дочери Николя де Нёвиль Вильруа, маршала Франции.
Брачный договор Марии де Лоррен и Антуана был подписан 8 июня 1688 года; церемония бракосочетания состоялась 13 июня того же года в Версале. Брак был устроен матерью Антуана Катериной Шарлоттой де Грамон, бывшей фавориткой короля Людовика XIV. По условиям контракта Людовик XIV дал дому Гримальди статус иностранных принцев при французском дворе .
У супругов было шесть дочерей:
- Катерина-Шарлотта (7 октября 1691 — 18 июня 1696), умерла в детстве
- Луиза-Ипполита, княгиня Монако (10 ноября 1697 — 29 декабря 1731), супруга графа Жака-Франсуа де Гойон-Матийона
- Елизавета-Шарлотта (3 ноября 1698 — 25 августа 1702), умерла в детстве
- Маргарита-Камилла (1 мая 1700 — 27 апреля 1758), супруга Луи де Ганд де Мерода де Монморенси, принца Изенгиена
- Мария-Девота (15 марта 1702 — 24 октября 1703), умерла в детстве
- Мария-Паулина (23 октября 1708 — 20 мая 1726), умерла незамужней

Когда стало понятно, что Мария не сможет родить сына и наследника, Антуан I завёл несколько интрижек, не пытаясь скрывать их от жены; за тот период у него родилось много незаконных детей.
В 1692 году супруг отправил Марию в Монако на во время своей военной службы, позже он присоединился к супруге. Именно тогда разразился большой скандал, когда Мария обвинила престарелого князя Монако, Луи I, в посягательствах на её честь. Возможно это был способ получить разрешение вернуться в Париж, что и произошло в 1693 году. Супруги снова приехали в Монако лишь в 1697 году.
После смерти её свёкра в 1701 году, её муж стал князем Монако. Она жила в Монако до 1712 года, их отношения описываются как несчастливые, но мирные. Они жили в разных домах.
Мария спокойно провела последние годы своей жизни, часто возвращаясь ко французскому двору. Она умерла во дворце принца в Монако, организовав браки двух своих оставшихся дочерей, Луизы-Ипполиты и Маргариты-Камиллы. Она была похоронена в соборе Святого Николая в Монако. Её муж умер в 1731 году, и ему наследовала их дочь Луиза-Ипполита Гримальди, которая стала правящей княгиней Монако.